# Hemihyalea battyi
Hemihyalea battyi là một loài bướm đêm thuộc phân họ Arctiinae, họ Erebidae.